# Agromyza panici
Agromyza panici este o specie de muște din genul Agromyza, familia Agromyzidae, descrisă de Meijere în anul 1934. Conform Catalogue of Life specia Agromyza panici nu are subspecii cunoscute.